# حسینیه لادره، کلاس قرآن
حسینیه لادره، کلاس قرآن مربوط به دوره قاجار است و در خمینی شهر، بلوار توحید، محله لادره واقع شده و این اثر در تاریخ ۲۶ اسفند ۱۳۸۶ با شمارهٔ ثبت ۲۱۸۳۱ به‌عنوان یکی از آثار ملی ایران به ثبت رسیده است.